# Juuru
Juuru (em estoniano:  Juuru vald) é um município rural estoniano localizado na região de Raplamaa.